# Tschyjyrtschyk-Pass

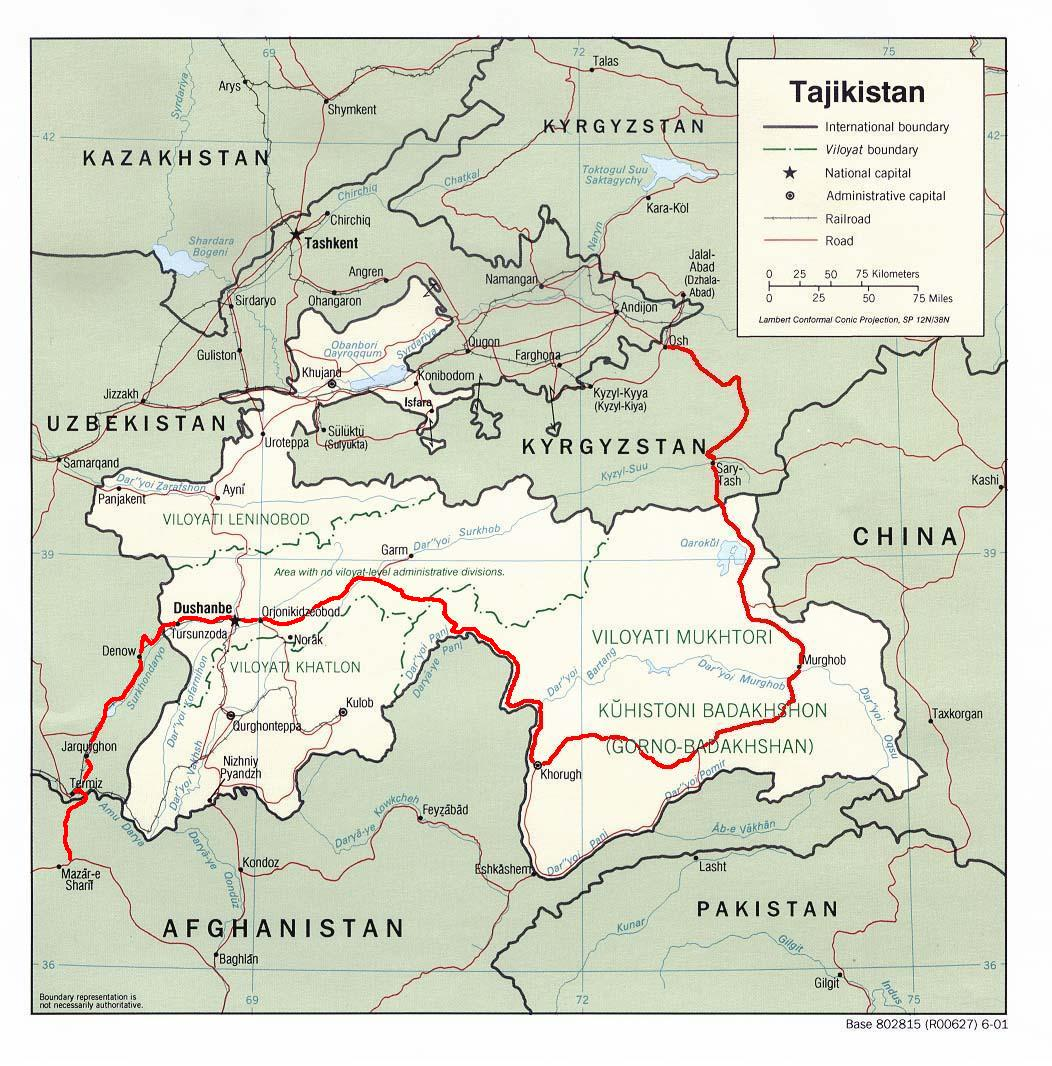
Streckenverlauf des Pamir-Highways

Der Tschyjyrtschyk-Pass (kirgisisch Чыйырчык) ist ein Gebirgspass im Osten des Alai-Gebirges in der zentralasiatischen Republik Kirgisistan.
Die Passhöhe wird unterschiedlich angegeben: 2389 m, 2392 m, 2402 m und 2406 m. Über den Pass führt das 1932 fertiggestellte Teilstück des Pamir Highways (M41) von der kirgisischen Stadt Osch im Ferghanatal über Sarytasch im Alai-Tal nach Chorugh in Tadschikistan. Der Pass befindet sich etwa 60 km südöstlich von Osch und rund 20 Streckenkilometer westlich von Gültschö, dem Verwaltungssitz des Rajon Alai im Oblus Osch.